# Marco Materazzi
Marco Materazzi (Lecce, 19 de agosto de 1973) é um ex-futebolista italiano que atuava como zagueiro.
Teve boa passagem pela Internazionale, atuou por dez anos na equipe e conquistou diversos títulos, com destaque para a Liga dos Campeões da UEFA de 2009–10. Já pela Seleção Italiana, ficou famoso mundialmente quando recebeu uma cabeçada no peito do craque francês Zinédine Zidane, na final da Copa do Mundo FIFA de 2006. Na ocasião, a Itália de Materazzi venceu a França na decisão por pênaltis e conquistou o tetracampeonato.

## Carreira como jogador

### Início
Começou sua carreira nas divisões mais baixas do Campeonato Italiano, jogando pelo Messina (1990–91), passando pelos modestos Tor di Quinto (1991–92) e Marsala (1993–94), até chegar ao Trapani (1994–95). O Perugia, então na Serie B, contratou Materazzi em 1995.

### Everton e Perugia
Na temporada 1998–99, Materazzi foi contratado pelo Everton, da Inglaterra, mas não se adaptou ao futebol inglês e acabou voltando ao Perugia na temporada seguinte. O zagueiro foi o goleador da equipe na temporada 2000–01, com 12 gols, e tornou-se o defensor com mais gols feitos numa edição da Serie A, quebrando o recorde de Daniel Passarella.

### Internazionale
Foi contratado pela Internazionale em 2001, por 10 milhões de euros. Com os Nerazzurri, ganhou a Copa da Itália duas vezes, em 2005 e em 2006. Durante esse período, foi capitão da equipe por diversas vezes devido às lesões do então capitão do time, o argentino Javier Zanetti.
Materazzi também se envolveu em diversos incidentes durante seu tempo na Inter. Na temporada 2002–03, num clássico contra o Milan, em jogo válido pela Liga dos Campeões da UEFA, o zagueiro fez uma marcação individual no astro Andriy Shevchenko, chegando a provocar o atacante ucraniano. Já na temporada seguinte, foi suspenso por dois meses depois de dar um soco no também zagueiro Bruno Cirillo, do Siena, no dia 1 de fevereiro de 2004, na goleada da Inter por 4 a 0.

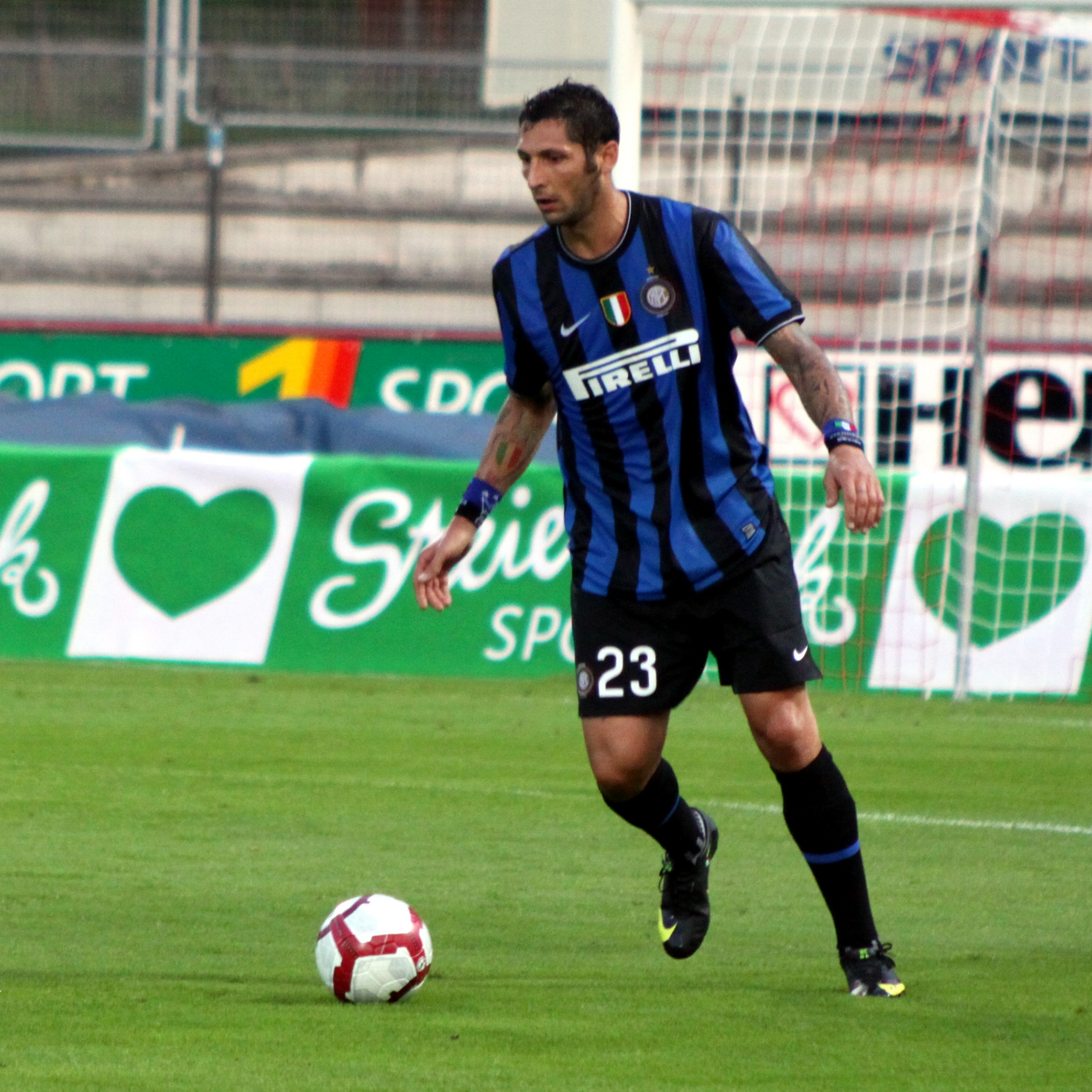
Materazzi atuando pela Inter em 2009

Materazzi voltou a envolver-se numa polêmica no dia 4 de abril de 2006, na Liga dos Campeões, após dar uma cotovelada no rosto do lateral Juan Pablo Sorín, do Villarreal, que o fez sangrar. Na ocasião, a Inter perdeu por 1 a 0 e foi eliminada da competição.
Na temporada 2005–06 do Calcio, a Internazionale acabou herdando o título da Juventus por conta dos escândalos de manipulação de resultados. Já na temporada 2006–07, Marco foi bicampeão do Calcio. Sagrou-se tricampeão na temporada 2007–08, tetra na temporada 2008–09 e penta em 2009–10.
O seu maior feito foi sob o comando do técnico português José Mourinho: ter vencido a Liga dos Campeões da UEFA de 2009–10. Mourinho fez Materazzi entrar em campo na final contra o Bayern de Munique, faltando apenas alguns minutos para o fim da partida, dando ao zagueiro o reconhecimento e o prazer de jogar uma final da Champions.
No dia 20 de junho de 2011, rescindiu seu contrato com a Inter. A decisão foi tomada em consenso, após uma reunião do jogador com o presidente do clube, Massimo Moratti. Assim, Materazzi anunciou a sua aposentadoria do futebol.

### Chennaiyin
Voltou atrás na decisão da aposentadoria em 2014, ao ser contratado pelo Chennaiyin, da Índia, para ser jogador-treinador da equipe.

## Seleção Nacional

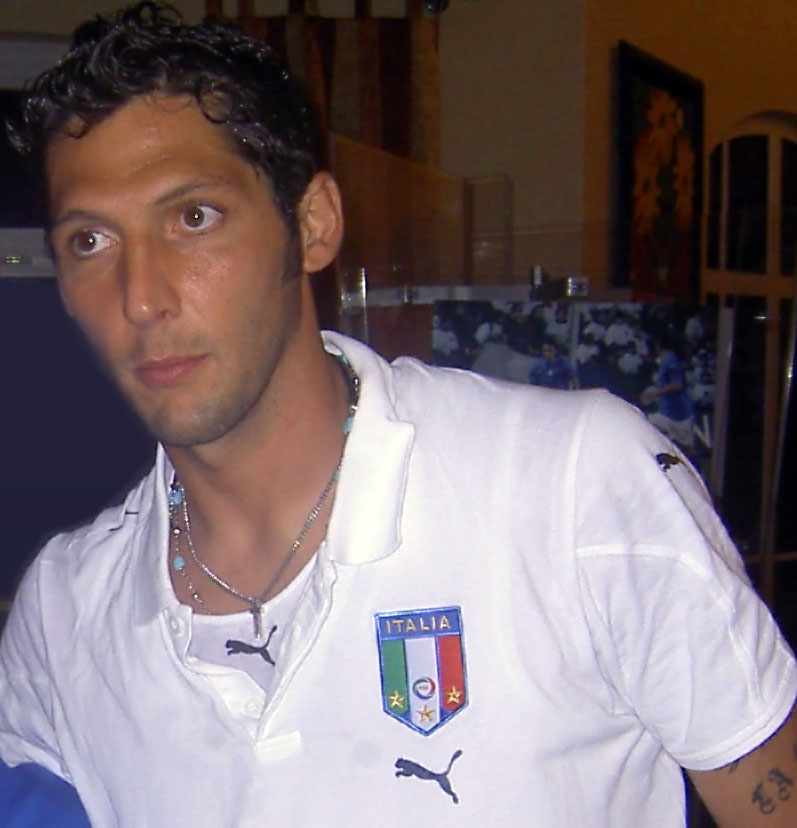
Materazzi com a Seleção Italiana em junho de 2006

Pela Seleção Italiana, Materazzi foi um dos 23 jogadores convocados pelo técnico Marcello Lippi para a Copa do Mundo FIFA de 2006, realizada na Alemanha. Inicialmente seria reserva na competição, até que a lesão de Alessandro Nesta permitiu que ele fosse titular.
Substituindo Nesta no jogo contra a República Tcheca, Materazzi marcou o primeiro gol do jogo, de cabeça, após cobrança de escanteio de Francesco Totti. A Itália ampliou com Filippo Inzaghi e venceu por 2 a 0. Depois da partida, o zagueiro defendeu seu companheiro Daniele De Rossi, que havia dado uma cotovelada em Brian McBride no jogo contra os Estados Unidos, e que havia tomado quatro jogos de suspensão. Já no jogo seguinte, contra a Austrália, Materazzi foi expulso aos 5 minutos do segundo tempo e não pôde atuar contra a Ucrânia de Andriy Shevchenko, seu adversário no Campeonato Italiano.
O zagueiro voltou a atuar contra a Alemanha nas semifinais, na vitória por 2 a 0, e foi titular na final contra a França. No entanto, logo aos 7 minutos de jogo, Materazzi cometeu um pênalti, que foi convertido por Zinédine Zidane. Logo depois, o zagueiro a partida com um gol de cabeça após um escanteio cobrado por Andrea Pirlo. Posteriormente, durante a prorrogação, Materazzi envolveu-se em mais uma polêmica. Após proferir algumas palavras para Zidane, foi agredido pelo meio-campista e recebeu uma cabeçada bem na altura do peito. Zidane foi expulso, o jogo terminou empatado em 1 a 1, mas a Itália sagrou-se tetracampeã mundial após vencer nos pênaltis. O zagueiro marcou na disputa por pênaltis, vencida por 5 a 3, e foi um dos artilheiros da equipe ao lado de Luca Toni, com dois gols marcados na competição.

## Estilo de jogo
Materazzi sempre foi conhecido por sua refinada técnica, apesar de ser zagueiro. Também ficou conhecido por suas entradas fortes, que lhe acarretaram vários cartões amarelos e vermelhos, além de ter o hábito de provocar seus adversários.

## Carreira como treinador

### Estatísticas
| Clube      | Jogos | Vitórias | Empates | Derrotas |
| ---------- | ----- | -------- | ------- | -------- |
| Chennaiyin | 47    | 19       | 12      | 16       |

## Títulos

### Como jogador
Internazionale
- Serie A: 2005–06, 2006–07, 2007–08, 2008–09 e 2009–10
- Copa da Itália: 2004–05, 2005–06, 2009–10 e 2010–11
- Supercopa da Itália: 2005, 2006, 2008 e 2009
- Liga dos Campeões da UEFA: 2009–10
- Copa do Mundo de Clubes da FIFA: 2010

Seleção Italiana
- Copa do Mundo FIFA: 2006

### Como treinador
Chennaiyin
- Superliga Indiana: 2015